# Leonard Liggio
Leonard P. Liggio (* 5. Juli 1933; † 14. Oktober 2014)  war ein US-amerikanischer Autor und Universitätsprofessor. Schwerpunkt seiner Forschung war der französische Liberalismus im 19. Jahrhundert. Er war Mitglied mehrerer liberaler Think Tanks, Präsident der Mont Pelerin Society, der Philadelphia Society und des Institute for Humane Studies sowie Herausgeber von mehreren Zeitschriften.

## Leben
Nach seinem Studium an der Georgetown University mit einem BA-Abschluss wechselte Liggio an die Fordham University, wo er sein Studium mit dem akademischen Grad eines Ph.D. abschloss.
1965 hielt Liggio mit Russell Stetler Vorträge über “Imperialismus und Antiimperialismus: Die ideologische Frage in Vietnam” für die neu gegründete Free University of New York. Er war Co-Autor des Wissenschaftsmagazins “Literatur der Freiheit: Ein Rückblick auf das zeitgenössische liberale Denken”, herausgegeben vom Cato Institute (1978–1979), dann vom Institut für humane Studien (1980–1982).
Leonard Liggio wurde Forschungsprofessor an der George Mason University. Anschließend lehrte er als Gastprofessor an der Universidad Francisco Marroquín, der Universität Paul Cézanne Aix-Marseille III, der Universitas Istropolitana und dem Institut für Politik und Wirtschaftswissenschaften der Georgetown University.
Liggio war ab 1981 Mitherausgeber des Magazins Cato-Journal, ab 1995 Mitherausgeber des American Journal of Jurisprudence der Notre Dame Law School (Minneapolis) und ab 1995 von Markets & Morality. Von 1978 bis 1982 war er Herausgeber der Literature of Liberty: A Review of Contemporary Liberal Thought. 1965 gründete er zusammen mit Murray Rothbard die Zeitschrift Left and Right: A Journal of Libertarian Thought.
Er war Geschäftsführer des Freedom Project der John Templeton Foundation.

## Nachlass
Der Nachlass von Leonard Liggio befindet sich in den Hoover Institution Library & Archives der Universität Stanford.

## Mitgliedschaften
- International advisory council, The Social Affairs Unit, Morley House, London, seit 1994
- Vorstandsmitglied des Liberty Fund
- Acton Institute for the Study of Religion and Liberty, Rom
- Toqueville Institute, Paris
- Friedrich A. v. Hayek Institut, Wien
- Institut Turgot, (Mitglied und wissenschaftlicher Berater)  Paris

## Auszeichnungen
- 2011: Lifetime Achievement Award de la Society for the Development of Austrian Economics[9]
- 2007: Adam Smith Award der Association of Private Enterprise Education[10]
- 2013: Lifetime Achievement Award der European Resource Bank[11]
- Ehrendoktor der Universidad Francisco Marroquin, Guatemala[12]